# Augochlora janae
Augochlora janae is een vliesvleugelig insect uit de familie Halictidae. De wetenschappelijke naam van de soort werd voor het eerst geldig gepubliceerd in 2013 door Laroca en Buys.